# Мердяла
Мердяла (рум. Merdeala) — село у повіті Прахова в Румунії. Входить до складу комуни Посешть.
Село розташоване на відстані 91 км на північ від Бухареста, 36 км на північ від Плоєшті, 148 км на захід від Галаца, 60 км на південний схід від Брашова.

## Населення
За даними перепису населення 2002 року у селі проживали 8 осіб, усі — румуни. Усі жителі села рідною мовою назвали румунську.